# José Ignacio Quintón
José Ignacio Quintón (* 1. Februar 1881 in Caguas; † 19. Dezember 1925 in Coamo) war ein puerto-ricanischer Komponist und Pianist.
Quinton hatte den ersten Musikunterricht bei seinem Vater, dem Komponisten und Organisten Juan Bautista Quinton y Luzon und war dann Schüler der Komponisten und Pianisten Ernesto del Castillo. Siebenjährig gab er sein erstes Konzert, und elfjährig trat er als Klavierbegleiter des kubanischen Geigers Brindis de Salas auf. Er leitete verschiedene Orchester, gab Klavier- und Violinunterricht und führte bereits um 1920 Werke von Claude Debussy, Maurice Ravel und Arnold Schönberg auf, die zu der Zeit im karibischen Raum noch kaum bekannt waren.
Neben Danzas wie Confía, Mi estrella und Amor Imposible komponierte Quintón auch Walzer, Märsche, Nocturnes und kirchenmusikalische Werke. Eine Misa de Réquiem widmete er dem Andenken an den Komponisten Ángel Mislán. Preise bei nationalen Kompositionswettbewerben erhielt er für das Cuarteto para instrumentos de cuerda, Variaciones sobre un tema de Hummel, die Obertura und Marcha triunfal.